# Parigi-Bourges 1971
La Parigi-Bourges 1971, ventiduesima edizione della corsa e valevole come prova del circuito UCI categoria CB.1, si svolse il 17 maggio 1971 e fu vinta dal francese Walter Ricci.

## Ordine d'arrivo (Top 10)
| Pos. | Corridore              | Squadra | Tempo |
| ---- | ---------------------- | ------- | ----- |
| 1    | Walter Ricci           | Sonolor |       |
| 2    | Guy Santy              | Bic     |       |
| 3    | Francis Ducreux        | Bic     |       |
| 4    | Yves Hezard            | Sonolor |       |
| 5    | Pierre Rivory          | Hoover  |       |
| 6    | Pierre Martelozzo      | Peugeot |       |
| 7    | Jean Vidament          | Hoover  |       |
| 8    | Pierre Ghisellini      | Hoover  |       |
| 9    | Jean-Claude Theilliere | Bic     |       |
| 10   | Jean Dumont            | Peugeot |       |